# Чибисовка (Елецкий район)
 Чибисо́вка  — деревня Елецкого района Липецкой области России. Входит в состав Сокольского сельсовета.

## География
Чибисовка находится в центральной части Елецкого района, в 9 км к востоку от Ельца. Располагается на берегах небольшой запруды.

## История
Чибисовка впервые упоминается в «Списке населенных мест» Елецкого уезда Орловской губернии 1866 года как «деревня казённая, 12 дворов, 135 жителей».
В 1935 году был образован Чибисовский район, центром которого стала не Чибисовка, а село Талица.
В июле 1984 года переведена из Большеизвальского сельсовета того же района в состав Сокольского сельсовета.

## Население
| 1866 | 1926 | 1932 | 2010 |
| ---- | ---- | ---- | ---- |
| 135  | ↗442 | ↗517 | ↘292 |

### Историческая численность населения
В переписи населения 1926 года Чибисовка — центр сельсовета, 93 двора и 442 жителя. В 1932 году проживают 517 человек.

## Инфраструктура
Личное подсобное хозяйство с зоной сельскохозяйственного использования, индивидуальная застройка усадебного типа.

## Транспорт
Через Чибисовку проходит шоссе связывающее деревню Екатериновка с посёлком Соколье и селом Черкассы.
В Чибисовке находится ж/д станция Извалы (линия Елец — Грязи ЮВЖД).